# Отохико Кага
Отохико Кага (яп. 加賀 乙彦 Кага Отохико, 22 апреля 1929 года — 12 января 2023 года) — японский писатель

, работавший под псевдонимом; настоящее имя — Садатака Коги (яп. 小木 貞孝 Коги Садатака). Лауреат ряда литературных наград — премии Танидзаки (1973), премии Осараги (1986) и других.
Родился в Токио. Изучал психиатрию и криминологию в медицинской школе Токийского университета; работал по специальности в больнице и тюрьме. В 1957—1960 годах проходил дополнительное обучение во Франции; на корабле, вёзшем его в Европу, познакомился с другим будущим писателем — Кунио Цудзи. Занимал должность профессора психологии в Университете медицины и стоматологии (1965—1969) и Университете Софии (1969—1979). С 1979 года сосредоточился на карьере писателя, до этого совмещал писательство с работой по медицинскому профилю. В 1987 году обратился в католицизм (крестился) вместе со своей супругой — крёстными родителями выступили писатель Сюсаку Эндо со своей женой.
На русский язык переведены романы «Приговор», «Столица в огне» и «Такаяма Укон». «Столица в огне», по характеристике японоведа Александра Мещерякова, это «„Война и мир“ на японский лад».